# جورج سيوارد
جورج سيوارد (بالإنجليزية: George Seward)‏ هو لاعب كرة قاعدة أمريكي، ولد في 1851 في نيويورك في الولايات المتحدة، وتوفي في 28 مارس 1904 في سانت لويس في الولايات المتحدة.

## وصلات خارجية
- جورج سيوارد على موقعبيزبول رفرنس.كوم (الدوري الرئيسي) (الإنجليزية)
- جورج سيوارد على موقعبيزبول رفرنس.كوم (الدوري الثانوي) (الإنجليزية)